# Iteomyia major
Iteomyia major är en tvåvingeart som först beskrevs av Jean-Jacques Kieffer 1898.  Iteomyia major ingår i släktet Iteomyia och familjen gallmyggor.
Artens utbredningsområde är Frankrike. Inga underarter finns listade i Catalogue of Life.